# کوه دولان
کوه دولان (به لاتین: Dulan Mountain) یک منطقهٔ مسکونی در تایوان است که در Donghe واقع شده‌است. کوه دولان ۱٬۱۹۰ متر بالاتر از سطح دریا واقع شده‌است.